# 이웃 만들기
이웃 만들기(Good Neighbor Sam)는 미국에서 제작된 데이빗 스위프트 감독의 1964년 코미디 영화이다. 로미 슈나이더 등이 주연으로 출연하였고 데이빗 스위프트 등이 제작에 참여하였다.
출시명은 이웃만들기, 방영명은 다정한 이웃 샘이다.

## 출연

### 주연
- 로미 슈나이더
- 잭 레먼

### 조연
- 도로시 프로베인
- 마이크 코노스
- 에드워드 앤드류즈
- 루이스 나이
- 로버트 Q. 루이스
- 조이스 제임슨

## 제작진
- 원작자: 잭 피니
- 협력프로듀서: 마빈 밀러
- 미술: 데일 헤네시
- 의상: 자클린 모로